# The Evil Within
The Evil Within (litt. Le Mal Intérieur), aussi connu au Japon sous le nom PsychoBreak, est un jeu vidéo de tir à la troisième personne d'horreur psychologique développé par Tango Gameworks et édité par Bethesda. Le jeu est sorti sur PlayStation 3, PlayStation 4, Xbox 360, Xbox One et PC en octobre 2014.
Le second opus, The Evil Within 2, est sorti le 13 octobre 2017.

## Synopsis
Lors de leur enquête sur la scène d'un horrible carnage, le détective Sebastian Castellanos et ses partenaires sont confrontés à une mystérieuse et puissante force. Après avoir été témoin du massacre des autres officiers, Sebastian est pris en embuscade et assommé. À son réveil, il se retrouve pendu par les pieds et dégoulinant de sang dans un monde malsain dans lequel d'hideuses créatures rôdent entre les cadavres.
En proie à une terreur inimaginable, Sebastian doit lutter pour sa survie et se lancer dans un terrifiant voyage afin de percer à jour l'origine du mal.

## Système de jeu
The Evil Within est un jeu d'action-aventure et de survival horror en vue à la troisième personne. Le joueur incarne le détective Sebastian Castellanos, qui doit survivre dans un monde terrifiant rempli de créatures monstrueuses et de pièges mortels. Le jeu combine exploration, combat, gestion des ressources et résolution d'énigmes pour créer une expérience immersive et oppressante.
Le joueur évolue dans des environnements variés, allant de manoirs sinistres à des villages abandonnés, en passant par des zones urbaines dévastées. L'exploration est cruciale pour trouver des ressources, telles que des munitions, des soins et des pièces détachées, qui sont rares et nécessitent une gestion minutieuse. La tension est accentuée par des ennemis imprévisibles et des pièges cachés.
Les affrontements avec les ennemis, appelés les "Hantés", reposent sur un mélange de furtivité et de combat direct. Le joueur dispose d'un arsenal limité, comprenant un revolver, un fusil à pompe, une arbalète nommée "Agonie" et des armes de mêlée improvisées. La furtivité permet de contourner ou d'éliminer discrètement les adversaires, économisant ainsi des ressources précieuses. 
L'arbalète Agonie est une arme emblématique du jeu. Elle peut tirer différents types de carreaux, tels que des explosifs, électriques ou empoisonnés, qui offrent une flexibilité dans les affrontements et les pièges. Le joueur peut également fabriquer des carreaux à partir de pièces collectées dans le monde.
Le système de progression repose sur une substance verte collectée dans le jeu, appelée "Gel vert". Cette ressource permet d'améliorer les capacités de Sebastian, comme sa santé maximale, sa précision ou encore la capacité de son inventaire. Ces améliorations offrent un sentiment de progression tout en renforçant le besoin d'explorer et de prendre des risques.
L'atmosphère du jeu est un mélange d'horreur psychologique et d'horreur gore. L'environnement évolue souvent de manière imprévisible, plongeant le joueur dans des scènes cauchemardesques. Cette instabilité renforce le sentiment de danger constant et contribue à une narration immersive et perturbante.

## Personnages

### Personnages principaux
- Sebastian Castellanos : Le héros du jeu. Le détective travaille dans la ville de Krimston City, où se trouve également l'asile de Beacon Bay, là où tout commence. Âgé de 38 ans, cet inspecteur de police est qualifié comme l'un des plus compétents, et rapides, à être monté en grade. Il n'en fait qu'à sa tête, sans vraiment se soucier de l'avis des autres. Il agit très souvent sans réfléchir et est assez direct et brusque. Il se fourre souvent dans des situations impossibles. Il a perdu sa fille dans un incendie et sa femme a disparu. Il se noie dans l'alcool pour survivre. Sebastian est quelqu'un de très charismatique.
- Joseph Oda : Le coéquipier de Sebastian. Il a 33 ans. Il s'entend très bien avec lui et va être le seul à lui rester fidèle. Ils forment tous les deux une excellente équipe, et leur amitié ne sera pas brisée par l'arrivée de Juli Kidman dans leur duo. Lui aussi, très bon policier, travaille au commissariat de Krimston City. Il est sévère envers lui-même, suit toujours les règles à la lettre et est une personne très sérieuse et déterminée. Il est aussi prévenant envers les autres. Il est corrompu à certains moments par le STEM dans le "monde de Ruvik" qui prend le contrôle sur lui. Il a beaucoup de mal à lutter contre l'influence néfaste du STEM et a peur de ne plus vouloir y arriver.

- Juli Kidman : La coéquipière de Sebastian et Joseph, âgée de 27 ans. C'est une nouvelle dans le commissariat. Cette jeune femme n'est pas une policière ordinaire. Elle a une mission à remplir et elle souhaite à tout prix la réussir pour s'en acquitter auprès de son commanditaire, pour lequel elle nourrit une peur sans nom. On la voit souvent avec Leslie le long du jeu et le protégera et sauvera à de nombreuses reprises, notamment dans les deux DLC (The Assignement[3] et The Consequence[4]). Elle reste tout le temps avec l'homme afin de mener à bien sa mission.
- Leslie Withers : Un bien curieux garçon, albinos, âgé de 25 ans. Il est, semble-t-il, la clé à la grande énigme qu'est le "monde de Ruvik". Il est particulier et a beaucoup de difficulté à communiquer, mais il compense le tout grâce à des capacités à imiter les autres et leurs pensées, bien qu'il le fasse inconsciemment. C'est pour cette raison qu'il est si important au méchant de ce jeu, car il lui permettra de finaliser ses expériences. Il aurait apparemment développé un traumatisme dû à son passé, que l'on apprend par la suite. On en sait un peu plus sur son histoire, dont son histoire familiale, dans le DLC, The Consequence. Il aide parfois Sebastian dans sa quête, soit en lui montrant le chemin et lui ouvrant des portes, soit en le prévenant d'un danger, mais il lui attirera aussi des ennuis. Il se sentira en sécurité auprès de Juli Kidman, mais ce ne sera pas vraiment le cas.
- Ruvik (Ruben Victoriano) : Le méchant de ce jeu. Ruvik est une personne froide et cruelle, manipulatrice et extrêmement intelligente. Il est à l'origine de tous les malheurs qui s'abattent sur Sebastian et ses amis, et en quelque sorte "l'inventeur" du STEM qu'il concevra avec Marcelo Jimenez, même si celui-ci le trompera bien après. Il a 37 ans lors de sa disparition annoncée, après un incendie qui se serait déclaré dans le laboratoire souterrain de sa luxueuse demeure. Il mène des recherches psychologiques à des fins particulières, qui visent à connecter le cerveau et la conscience de plusieurs personnes entre elles. Déjà, à l'âge de 10 ans, il faisait des expériences et se sentait comme étant un monstre. La majeure partie des boss du jeu viennent de ses sentiments et émotions, ainsi que de ses souvenirs. Il fut gravement défiguré par d'atroces brûlures et perdit sa sœur dans un incendie, toujours à 10 ans. Ces brûlures lui ont apporté nombre de problèmes, comme le fait qu'il souffre de migraines et de tout genre de crises, ou qu'il ne peut réguler sa température corporelle. Ruvik peut aussi se téléporter.

### Personnages secondaires
- Tatiana Gutierez : Une infirmière de l'hôpital psychiatrique, Beacon Bay. Son état mental et son comportement se seraient dégradés, et ce de manière particulièrement dévastatrice, après la vue d'horribles choses dans l'aile de l'hôpital où elle travaillait. Elle se trouve dans un endroit de l'asile où Sebastian se rend très souvent tout au long du jeu, et sera là pour le guider à l'intérieur de cet étrange endroit où elle réside. Mais elle ne fera rien de plus.
- Marcelo Jimenez : Le docteur actuel de Leslie. Au départ, il aurait collaboré avec Ruvik pour ensuite le trahir et finalement, se servir de lui à des fins personnelles dans ses recherches clandestines, menées sur des patients de l’hôpital psychiatrique. Il collaborait avec une organisation étrangère (mais dont on apprendrait un peu plus dans les deux DLC où l'on incarne Juli Kidman). À la tête de Beacon, il va finir par disparaître dans de mystérieuses circonstances.
- Connelly : L'un des policiers de Krimston City. On le voit tout au début du jeu puis il disparaît ensuite, tué par Sebastian après qu'il s'est transformé en « hanté » à la suite d'un accident de voiture. Nous n'en savons pas plus sur lui, si ce n'est qu'il aurait apparemment disparu lors d'une patrouille.
- Valerio Jimenez : L'ancien médecin, chargé de Leslie, et directeur de l'hospice de Riverm Lake. Il se serait transformé en "hanté" après avoir été corrompu par le STEM. Il sera retrouvé par Sebastian et Marcelo, qui s'avère être son frère, dans d'affreuses circonstances. On voit aussi, lors d'une cinématique, comment il se serait métamorphosé.
- Laura Victoriano : La sœur de Ruvik morte brûlée vive dans une grange lors d'un incendie déclaré par des paysans. Elle a eu le temps de sauver Ruvik (à l'époque Ruben), mais pas sa propre vie. De son vivant, elle était très généreuse et d'une beauté sans pareille. C'était la seule personne à laquelle Ruvik tenait et elle seule pouvait véritablement le comprendre. Malheureusement, elle perdra la vie à l'âge de 17 ans, lors du tragique incendie, ce qui donnera plus tard, dans le "monde de Ruvik", Reborn Laura. Elle s'habillait très souvent en rouge, la couleur qu'elle adorait.

### Ennemis
- Hantés : sortes de zombies voulant, à tout prix, tuer le joueur. Ils manifestent une certaine intelligence en montrant qu'ils peuvent manier des armes blanches et des armes à feu, telles que des fusils à pompe, à canon scié, de précision, etc. Ils seraient des individus lambdas qui auraient été corrompus par le STEM.

- AlterEgo : du même rang que les hantés, ce sont des monstres voulant tuer le joueur. Ils disposent de deux faces différentes tel un siamois, et symboliseraient des individus lambdas souffrant d'un trouble de la personnalité qui aurait été corrompus par le STEM. Il est impossible de les tuer avec une attaque furtive.

- Gardien : ennemi le plus redoutable du jeu car il réapparaît à l'infini. Les dégâts qu'il inflige avec son marteau et son sac sont considérables. Il dispose également de mines pour ralentir le joueur si ce dernier ne fait pas attention. Le joueur l'affronte plusieurs fois au cours du jeu : au chapitre 7, au chapitre 13 et au chapitre final.

- Reborn Laura : il s'agit de la sœur de Ruvik. Après sa mort, elle vit encore dans les souvenirs de ce dernier mais dans une forme semblable à celle d'une araignée. Elle est particulièrement rapide et a la capacité de se téléporter à courte distance. Elle est quasiment insensible aux balles mais réagit parfaitement au feu. Le joueur l'affronte au chapitre 5 et au chapitre 10.  Il la voit aussi dans le chapitre 4, mais ne l'affronte pas, il s'en sauve.

- Zehn et Neun : ce sont deux jumeaux d'une taille et d'une force dépassant la norme. Les deux sont vraiment féroces, l'un dispose d'une énorme masse et l'autre d'un masque pouvant influer sur ses sens. Ils peuvent être facilement tués avec des carreaux harponneurs, explosifs et électriques, et le fusil à pompe.

- Amalgame alpha : cet ennemi pour le moins répugnant est une sorte d'amas de cadavres et de monstres en tout genre, ce dernier a été créé à base de plusieurs patients corrompus pas le STEM et mélangés entre eux, ce boss vous poursuit dans le chapitre 8 et vous affronte dans le chapitre 10. Après lui avoir infligé suffisamment de dégâts il prend une deuxième forme, plus monstrueuse encore, et devient létal en un coup.

- Sentinelle : chien géant atrocement mutilé, il fut utilisé dans le "monde de Ruvik" pour divers sacrifices. Ce boss n'est pas obligatoirement tuable : après suffisamment de dégâts infligés, vous aurez le choix de l'achever ou de le laisser partir, mais si vous le tuez vous aurez un bonus de gel vert, il vous affrontera dans le chapitre 6.

- Sadique : sans doute le premier ennemi rencontré dans le jeu, vous l'affronterez dans le chapitre 3 puis dans le chapitre 6 avant de l'achever dans le chapitre final, il utilise généralement une tronçonneuse pour blesser le joueur cependant lors de votre dernier combat face à lui il utilisera un lance-roquettes, ce boss est à l'origine un tueur en série connecté au STEM.

- Doppleganger : monstre ressemblant à Ruvik, il crachera du sang pour "invoquer" les bras de Reborn Laura et vous faire une attaque létale, le joueur le rencontre, pour la première fois, dans le chapitre 11. Il est également impossible à tuer avec une attaque furtive.

- Quell : sorte de pieuvre avec une tête monstrueuse, il n'hésitera pas à utiliser toutes ses ressources pour vous tuer, il pourra se cacher dans des conduits, se rendre invisible, créer des larves pour vous mettre en difficulté et lancer un gaz pour vous ralentir, il apparaîtra dans le chapitre 14 et est à l'origine des souvenirs de Ruvik et de son envie d'apparaître invisible aux yeux du monde.

## Doublages

### Voix américaines
- Sebastian Castellanos : Anson Mount
- Juli Kidman : Jennifer Carpenter
- Ruvik (Ruben Victoriano) : Jackie Earle Haley
- Joseph Oda : Yuri Lowenthal
- Marcelo Jimenez : Daniel Riordan
- Leslie Withers : Aaron Landon
- Valerio Jimenez : Liam O'Brien
- Ruben Victoriano enfant : Aidan Potter
- Tatianna Gutierez : Julie Granata
- Ivan Diaz : Jeffrey Vincent Parise
- Laura Victoriano : Laura Post[5]

### Voix françaises
- Sebastian Castellanos : Rémi Bichet
- Juli Kidman : Marie-Eugénie Maréchal
- Ruvik (Ruben Victoriano) : Philippe Valmont
- Joseph Oda : Jérémy Bardeau
- Marcelo Jimenez : Bernard Bollet
- Leslie Withers : Vincent De Bouard
- Valerio Jimenez : Achille Orsoni
- Ruben Victoriano enfant : Judith Caen
- Tatianna Gutierez : Laurence Charpentier
- Ivan Diaz : Pierre Tessier
- Laura Victoriano : Geneviève Doang
- Oscar : Loïc Houdré
- Ernesto Victoriano : Renaud Marx

## Développement
Le développement de The Evil Within commence fin 2010 sous le nom de code « Project Zwei ». The Evil Within est basé sur le moteur de jeu ID Tech 5 modifié par le studio de développement Tango Gameworks.
Le jeu est commercialisé sur Microsoft Windows, PlayStation 3, PlayStation 4, Xbox 360 et Xbox One le 14 octobre 2014 en Amérique du Nord et en Europe, et le 16 octobre en Australie. Après sa sortie, plusieurs DLC sont proposés. Les deux premiers, The Assignment et The Consequence sortis respectivement en mars et avril 2015, proposent de lever le voile sur certaines intrigues liées à Juli Kidman,. Un troisième DLC, The Executioner sorti le 26 mai 2015, propose d'incarner le gardien à travers différentes missions.